# Xenochalepus robiniae
Xenochalepus robiniae là một loài bọ cánh cứng trong họ Chrysomelidae. Loài này được Butte miêu tả khoa học năm 1968.